# Dziwna
Lo Dziwna (in tedesco Dievenow) è un canale della Polonia nord-occidentale, nel voivodato della Pomerania Occidentale; è uno degli stretti che dividono la laguna di Stettino dalla baia della Pomerania, nel mar Baltico, separando l'isola di Wolin dalla terraferma polacca.

## Corso del canale

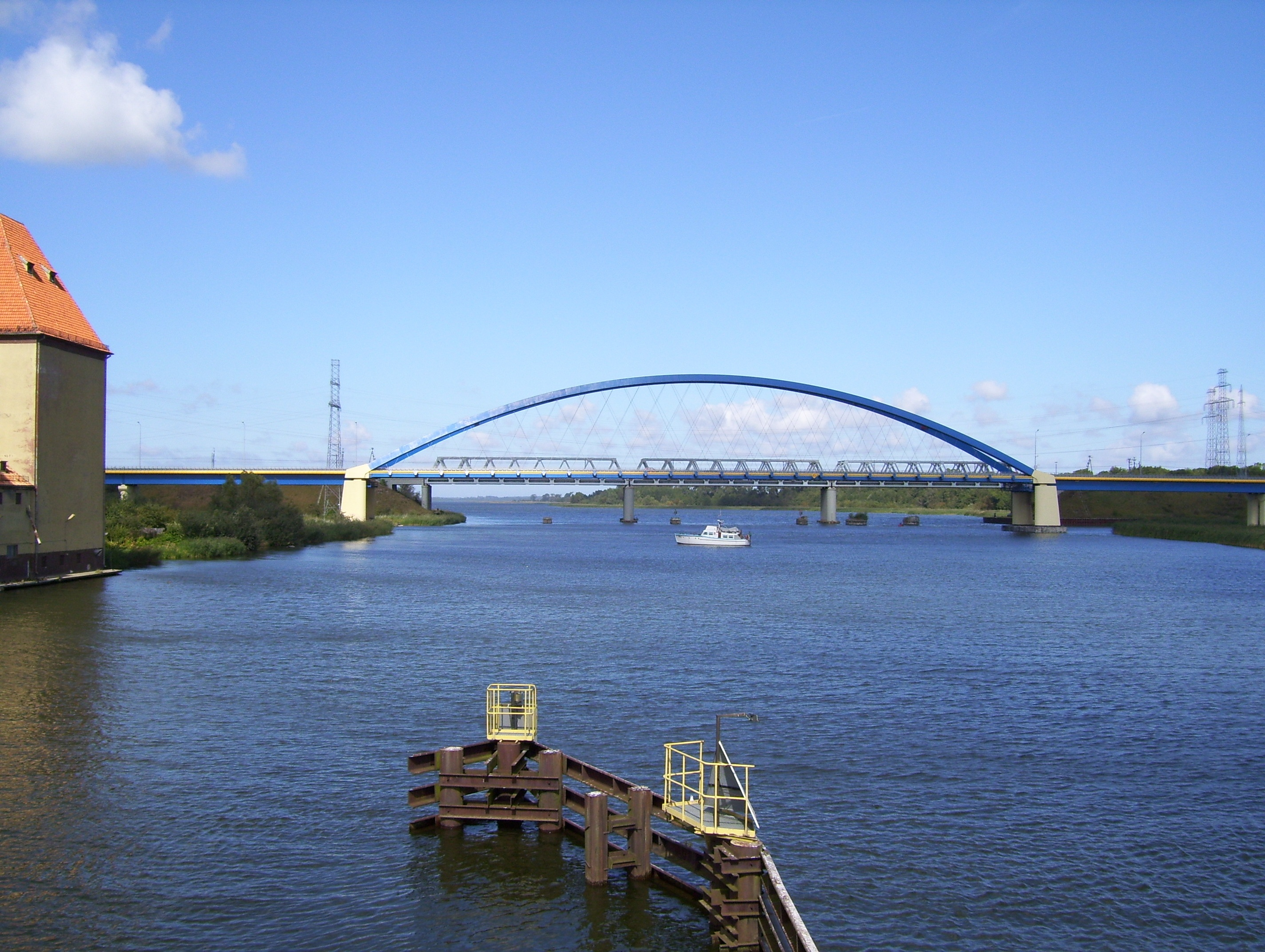
Il ponte sullo Dziwna a Wolin.

Lungo 32 km circa, lo Dziwna nasce nella parte orientale della laguna di Stettino, nei pressi di Zagórze, nel distretto di Kamień Pomorski. Scorre poi verso nord, attraversando la città di Wolin per poi allargarsi nel tratto più settentrionale: verso nord-est si allarga la Zalew Kamieński ("laguna Kamieński" o "laguna di Kamień"); a nord-est un ulteriore canale si allarga nella Zatoka Cicha ("baia calma", conosciuta come Die Maad fino al 1949) per poi ricongiungersi nella Zalew Kamieński dopo lo stretto di Promna nei pressi del comune di Kamień Pomorski. Tra i due canali si sviluppa l'isola di Chrząszczewo, collegata con Kamień Pomorski da un unico ponte.
Dopo la Zalew Kamieński lo Dziwna si restringe per immettersi nella Zatoka Wrzosowska ("baia Wrzosowska"), per poi sfociare nella baia della Pomerania nella forma di un piccolo canale che attraversa la città costiera di Dziwnów.
Dal momento che l'estuario naturale viene regolarmente insabbiato, una foce artificiale è stata realizzata tra il 1898 e il 1900. Sul canale si affacciano i porti di Wolin, Sierosław, Kamień Pomorski e Dziwnów.
Gli altri canali che collegano la laguna di Stettino con la baia di Pomerania sono lo Świna e il Peenestrom.

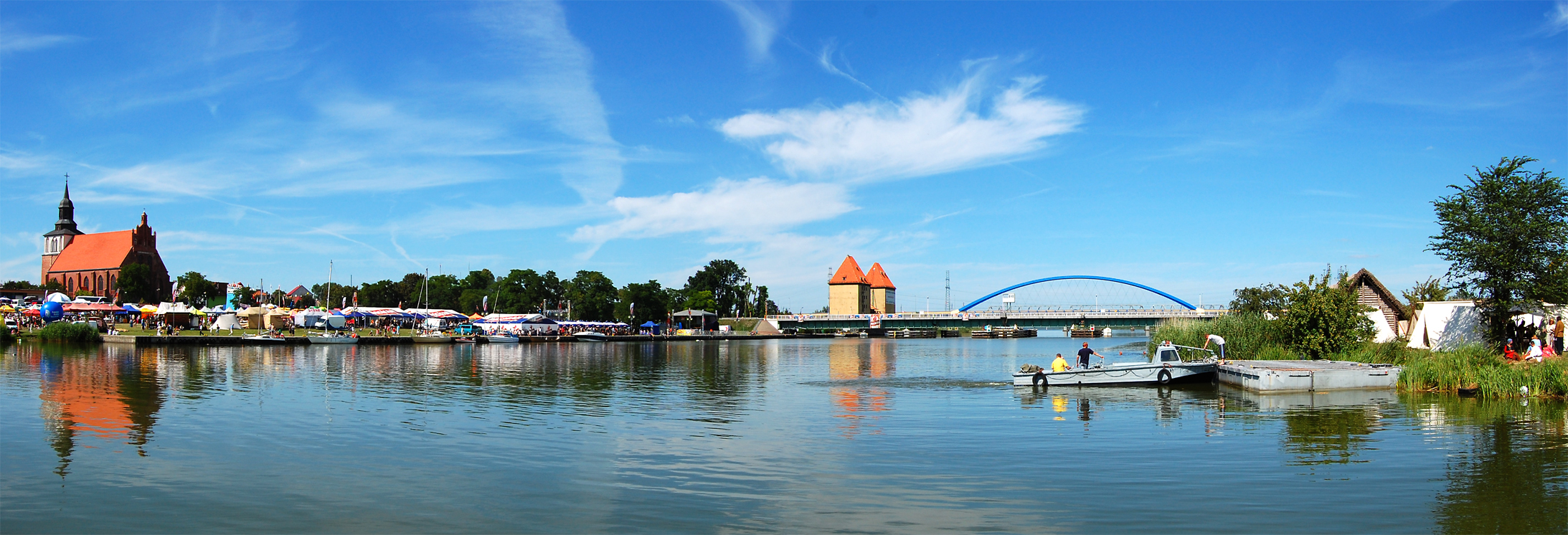
Lo Dziwna a Wolin.